# Hell and Back Again
Hell and Back Again é um documentário americano dirigido por Danfung Dennis. Como reconhecimento, foi nomeado ao Oscar 2012 na categoria de Melhor Documentário em Longa-metragem.